# Игнац Земелвайс
Игнац Филип Земелвайс (на немски: Ignaz Philipp Semmelweis; на унгарски: Semmelweis Ignác Fülöp; (1 юли 1818, Буда – 13 август 1865, Виена) е лекар и учен в Австрийската империя от унгарски произход, известен с прилагането на антисептичните методи.
Завършва Виенския университет със специализация по хирургия и акушерство. Работи във Виена в родилен дом от 1846 до 1850 г. Премества се в Пеща (1851), където оглавява болницата „Свети Рох“. Едновременно е професор в Будапещенския университет от 1855 г.
През 1847 г., опитвайки се да разбере причините на следродовата треска (сепсис) у много родилки (особено в болниците, където смъртността при раждане от 30 – 40 и даже 50 % много превъзхожда смъртността в домашни условия), той предполага, че инфекцията се донася от инфекциозното и патологоанатомичното отделения на болниците. Лекарите по онова време често практикуват в патологоанатомията, веднага след което направо от трупа отиват да израждат, изтривайки ръцете си с носни кърпи.
Открива, че случаите на родилна треска в акушерските клиники намаляват драстично след почистване на ръцете на персонала преди манипулация. През 1847 г. Земелвайс въвежда масова дезинфекция и измиване на ръцете на работещите в акушерските клиники и отделения с помощта на разтвор на хлорна вар. Благодарение на това смъртността сред родилките и новородените пада повече от 7 пъти – от 18 до 2,5 %.
Въпреки многото публикации, че с измиването на ръцете се намалява смъртността до равнище под 1%, научните обяснения на Земелвайс са отхвърлени от медицинската общност, защото противоречат на утвърдените научни и медицински възгледи по онова време. Измиването на ръцете също е отхвърлено. Земелвайс не успява да предложи приемливо научно обяснение на своето откритие.
На 30 юли 1865 г. Земелвайс е вкаран с измама в лудница в предградието Дьоблинг (днес окръг на Виена). Разкрива измамата, опитва да избяга, но е заловен от персонала, жестоко бит и наранен. Умира след 14-дневен престой в лудницата от септицемия на 47-годишна възраст на 13 август 1865 г.
Правилата за хигиена на Земелвайс са актуални и днес. През 1906 г. в Будапеща му е издигнат паметник с надпис „На Спасителя на майките“, а родният му дом на улица „Апрод“ 1 – 3 е превърнат в Музей на историята на медицината.